# Звання ФІДЕ
Міжнародна шахова федерація ФІДЕ, присуджує шахістам декілька звань, що ґрунтуються на результативності. Зазвичай, для отримання звання потрібно поєднання рейтингу Ело та норм (показників ефективності у змаганнях, включаючи інших гравців зі званням). Після присвоєння, звання FIDE зберігається довічно, хоча воно може бути відкликане у виняткових обставинах. Відкриті звання можуть отримувати всі гравці, тоді як жіночі титули — лише для жінок.
Шахове звання, як правило, у скороченому вигляді, може використовуватися як гоноратив. Наприклад, Вішванатан Ананд (Viswanathan Anand) може бути записаний як «GM Viswanathan Anand».

## Історія
Перші звання ФІДЕ були присвоєні в 1950 році і складалися з 27 гросмейстрів (GM), 94 міжнародних майстрів (IM) та 17 жіночих міжнародних майстрів (WIM).
Першими гросмейстрами ФІДЕ були:
- Йосип Бернштейн (Франція)
- Ісаак Болеславський (СРСР)
- Ігор Бондаревський (СРСР)
- Михайло Ботвинник (СРСР)
- Давид Бронштейн (СРСР)
- Олдржих Дурас (Чехословаччина)
- Макс Ейве (Нідерланди)
- Рубен Файн (США)
- Сало Флор (СРСР)
- Ернст Ґрюнфельд (Австрія)
- Пауль Керес (СРСР)
- Бора Костіч (Югославія)
- Олександр Котов (СРСР)
- Григорій Левенфіш (СРСР)
- Андор Лілієнталь (СРСР)
- Геза Мароці (Угорщина)
- Жак Мізес (Англія)
- Мігель Найдорф (Аргентина)
- В'ячеслав Рагозін (СРСР)
- Самуель Решевський (США)
- Акіба Рубінштейн (Польща)
- Фрідріх Земіш (Західна Німеччина)
- Василь Смислов (СРСР)
- Гідеон Штальберг (Швеція)
- Ласло Сабо (Угорщина)
- Савелій Тартаковер (Франція)
- Мілан Відмар (Югославія)

## Відкриті звання
| Відкриті звання (січень 2020) | Відкриті звання (січень 2020) | Відкриті звання (січень 2020) | Відкриті звання (січень 2020) |
| Звання                        | Чоловіки                      | Жінки                         | Загалом                       |
| ----------------------------- | ----------------------------- | ----------------------------- | ----------------------------- |
| Гросмейстер (GM)              | 1,655                         | 37                            | 1,692                         |
| Міжнародний майстер (IM)      | 3,738                         | 116                           | 3,854                         |
| ФІДЕ майстер (FM)             | 8,067                         | 37                            | 8,104                         |
| Кандидат в майстри (CM)       | 1,708                         | 19                            | 1,727                         |

Термін «Гросмейстер» (нім. Großmeister) неофіційно використовувався шахістами протягом декількох десятиліть до офіційного затвердженення ФІДЕ в 1950 році. У той же час ФІДЕ також встановила менший ранг міжнародного майстра, і в подальшому було створено ще два звання, майстер ФІДЕ та кандидат у майстри. Вимоги до кожного звання з часом змінювалися, але, як правило, вимагають продемонструвати достатньо сильну майстерність у рейтинговій конкуренції.

### Гросмейстер (GM)
Звання Гросмейстер присвоюється видатним шахістам. Окрім чемпіона світу, гросмейстер — найвище звання, яке може отримати шахіст. Після досягнення звання, як правило, зберігається довічно. У шахових правових матеріалах його зазвичай скорочують до GM. Це звання може бути присвоєне гравцям з рейтингом Ело більше 2500 та тим, хто досягає необхідних трьох норм.

### Міжнародний майстер (IM)
Звання Міжнародний майстер присвоюється сильним шахістам. Заснований у 1950 році, це довічне звання, яке часто скорочено як ІМ у шахових правових матеріалах.
Зазвичай, спочатку потрібно виконати три норми в міжнародних турнірах з участю інших майстрів і гросмейстерів, для того, щоб ФІДЕ дала звання гравця. Міжнародні майстри зазвичай мають рейтинг Ело між 2400 і 2500. Інколи може бути міжнародний майстер, який ще не став гросмейстером, але рейтинг перевищує 2500.

### Майстер ФІДЕ (FM)
Введене у 1978 році, FM займає нижче звання міжнародного майстра, але випереджає кандидата в майстри. Звичайний спосіб, коли гравець може претендувати на звання майстер ФІДЕ — це досягнення рейтингу Ело 2300 і більше. Поточні правила щодо титулів можна знайти в довіднику FIDE.

### Кандидат у майстри (CM)
Введене у 2002 році, зазвичай гравець отримує право на звання кандидата в майстри шляхом досягнення рейтингу Ело 2200 і більше. Кандидат в майстри займає місце нижче інших відкритих звань ФІДЕ, але вище звань WFM (Жіночий майстер ФІДЕ) та WCM (Жіночий кандидат в майстри).

-

| Відкриті звання «Арена» (січень 2020) | Відкриті звання «Арена» (січень 2020) | Відкриті звання «Арена» (січень 2020) | Відкриті звання «Арена» (січень 2020) |
| Звання                                | Чоловіки                              | Жінки                                 | Загалом                               |
| ------------------------------------- | ------------------------------------- | ------------------------------------- | ------------------------------------- |
| Арена гросмейстер (AGM)               | 392                                   | 3                                     | 395                                   |
| Арена міжнародний майстер (AIM)       | 780                                   | 6                                     | 786                                   |
| Арена ФІДЕ майстер (AFM)              | 792                                   | 10                                    | 802                                   |
| Арена кандидат в майстри (ACM)        | 377                                   | 5                                     | 382                                   |
| Загалом                               | 17,509                                | 233                                   | 17,742                                |

### Звання Арена
ФІДЕ нагороджує онлайн-званнями людей, які грають на його шаховому сервері.
Арена гросмейстер (AGM) — найвище онлайн-звання. Воно досягається серією з 150 кульових ігор, 100 бліц ігор або 50 швидких ігор з рейтингом понад 2000.
Арена міжнародний майстер (AIM) досягається серією з 150 кульових ігор, 100 бліц ігор або 50 швидких ігор з рейтингом понад 1700.
Арена майстер ФІДЕ (AFM) досягається серією з 150 кульових ігор, 100 бліц ігор або 50 швидких ігор з рейтингом понад 1400.
Арена кандидат в майстри (ACM) досягається серією з 150 кульових ігор, 100 бліц ігор або 50 швидких ігор з рейтингом понад 1100.

## Жіночі звання
| Жіночі звання (січень 2020)       | Жіночі звання (січень 2020) |
| Title                             | Загалом                     |
| --------------------------------- | --------------------------- |
| Жіночий гросмейстер (WGM)         | 458                         |
| Жіночий міжнародний майстер (WIM) | 846                         |
| Жіночий майстер ФІДЕ (WFM)        | 1,737                       |
| Жіночий кандидат в майстри (WCM)  | 762                         |
| Загалом                           | 3,803                       |

Незважаючи на те, що відкриті звання ФІДЕ не розділені за статтю, наступні чотири звання, надані ФІДЕ, є ексклюзивними для жінок і можуть проводитися одночасно з відкритим заголовком. Вимоги до цих звань приблизно на 200 пунктів Ело нижче, ніж вимоги до відповідних відкритих звань. Не всі провідні гравці обрали такі титули; наприклад, гросмейстер Юдіт Полгар, дотримуючись своєї політики грати лише на відкритих змаганнях, ніколи не приймала жіночого звання.
- Жіночий гросмейстер (WGM)
- Жіночий міжнародний майстер (WIM)
- Жіночий майстер ФІДЕ (WFM)
- Жіночий кандидат в майстри (WCM)